# Reading Royals
Reading Royals – amerykański klub hokeja na lodzie z siedzibą w Reading.

## Historia
Pierwotnie istniał klub pod nazwą Columbus Chill od 1991 do 1999. W 2001 powstał Reading Royals.
Klub został zespołem farmerskim dla Philadelphia Flyers z NHL i Lehigh Valley Phantoms z AHL.

## Sukcesy
- Mistrzostwo dywizji ECHL; 2005, 2011, 2013, 2014
- Mistrzostwo konferencji ECHL; 2013
- Kelly Cup – mistrzostwo ECHL: 2013